# Viaduc Valgadena
Le pont Valgàdena est un viaduc enjambant la vallée du même nom entre les zones habitées de Foza et Enego, sur le plateau montagneux des Sept-Communes dans la région italienne de Vénétie. Il a été inauguré en 1990.
Compte tenu de sa hauteur imposante, le saut à l'élastique est pratiqué sur place, permettant de faire un saut de 160 mètres, soit le plus haut point en Italie.

## Emplacement

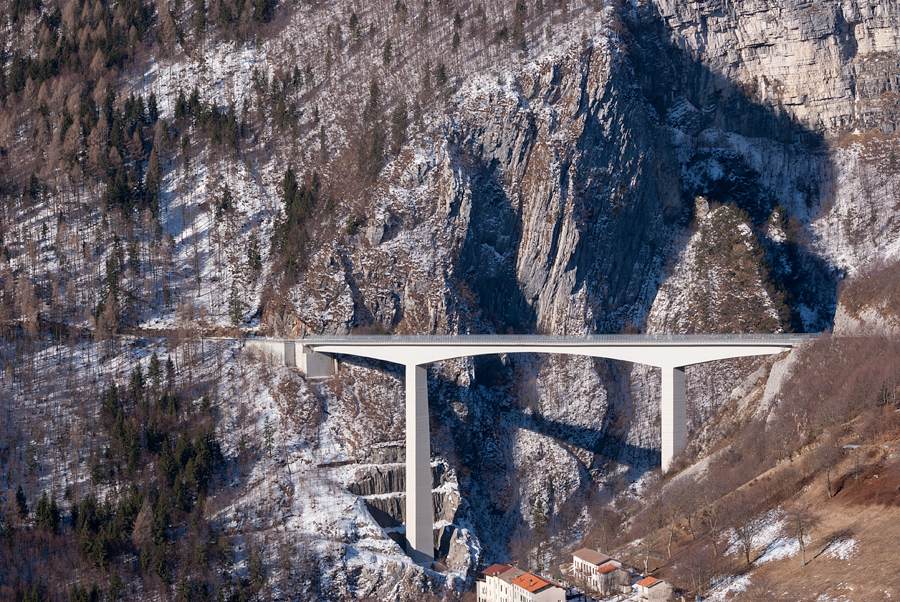
Le pont vu de loin.

Le viaduc est situé à Valgàdena, une gorge rocheuse escarpée située sur le plateau des Sept-Communes (province de Vicence) située entre les localités de Lazzaretti di Foza et Stoner di Enego, le long de la route SP76. Avant sa construction, les véhicules étaient obligés de parcourir toute la vallée, traversant 3 tunnels très étroits le long d'une route construite par le génie militaire pendant la Grande Guerre et toujours sujette aux glissements de terrain et aux avalanches. Le but de sa construction était donc de sécuriser la circulation des véhicules, permettant également le passage des poids lourds sur la route Asiago - Primolano.
En 2009, des travaux d'agrandissement ont également débuté sur la chaussée dans les tronçons de route près du pont, encore très étroits et difficiles à franchir, pour s'achever deux ans plus tard.

## Structure
Le pont de 1re catégorie porte une route locale à 2 voies à 152 mètres au-dessus d'une gorge rocheuse escarpée et mesure 282 mètres de long. La grande travée principale de 150 mètres s'appuie sur deux piles en béton qui s'étendent sur 82 mètres vers le bas dans le canyon. Le tablier en poutre-caisson unicellulaire mesure 3,5 mètres de profondeur au sommet et 9 mètres de profondeur au-dessus des piles.

## Documentaires
Le pont de Valgadena a été le cadre principal d'un épisode de l'émission télévisée populaire américaine The Jeff Corwin Experience (en) dans laquelle le présentateur homonyme pratique le saut à l'élastique pour démontrer le vol de plongée du faucon pèlerin.